# Ultimo perdono
Ultimo perdono è un film del 1952 diretto da Renato Polselli.

## Produzione
Il film è ascrivibile al filone dei melodrammi sentimentali, comunemente detto strappalacrime, molto in voga tra il pubblico italiano negli anni del secondo dopoguerra (1945-1955), in seguito ribattezzato dalla critica, a partire dagli anni settanta, con il termine neorealismo d'appendice.

## Distribuzione
Il film fu distribuito nel circuito cinematografico italiano nel giugno del 1952.

## Altri tecnici
- Arredatore: Elso Valentini